# Сукромля (Смоленская область)
Сукромля — деревня в Ершичском районе Смоленской области России. Расположена в южной части области в 14 км к юго-востоку от Ершичей и в 1 км от границы с Брянской областью. Население — 232 жителя (2007 год). Административный центр Сукромлянского сельского поселения. В Сукромле существует школа и несколько детских площадок, проложен асфальт, проведен газ.

## История
Деревянная церковь святителя Спиридона Тримифунтского в селе Сукромля построена в 1863 году.
В 1941 году в лесу в 3 км к юго-западу от Сукромли был организован районный партизанский отряд. В честь погибших в 1943 году во время освобождения района воинов создана братская могила со скульптурой-памятником, похоронен 61 воин.
В Сукромле родился Герой Советского Союза полковник Григорий Иванович Бояринов, входивший в спецгруппу КГБ «Гром» и погибший в 1979 году при штурме дворца Амина в Кабуле.
На левом берегу Вороницы находится большая курганная группа из 97 насыпей, южнее — ещё одна группа из 100 курганов. На правом берегу реки сохранилось 9 курганов.

## Достопримечательности
- Курганная группа (97 курганов) на левом берегу реки Вороница.
- Скульптура на братской могиле 61 советского воина, погибшего в 1943 г. при освобождении района от немецко-фашистских захватчиков.